# Agrotis deserticola
Agrotis deserticola là một loài bướm đêm trong họ Noctuidae.